# Tre Pievi

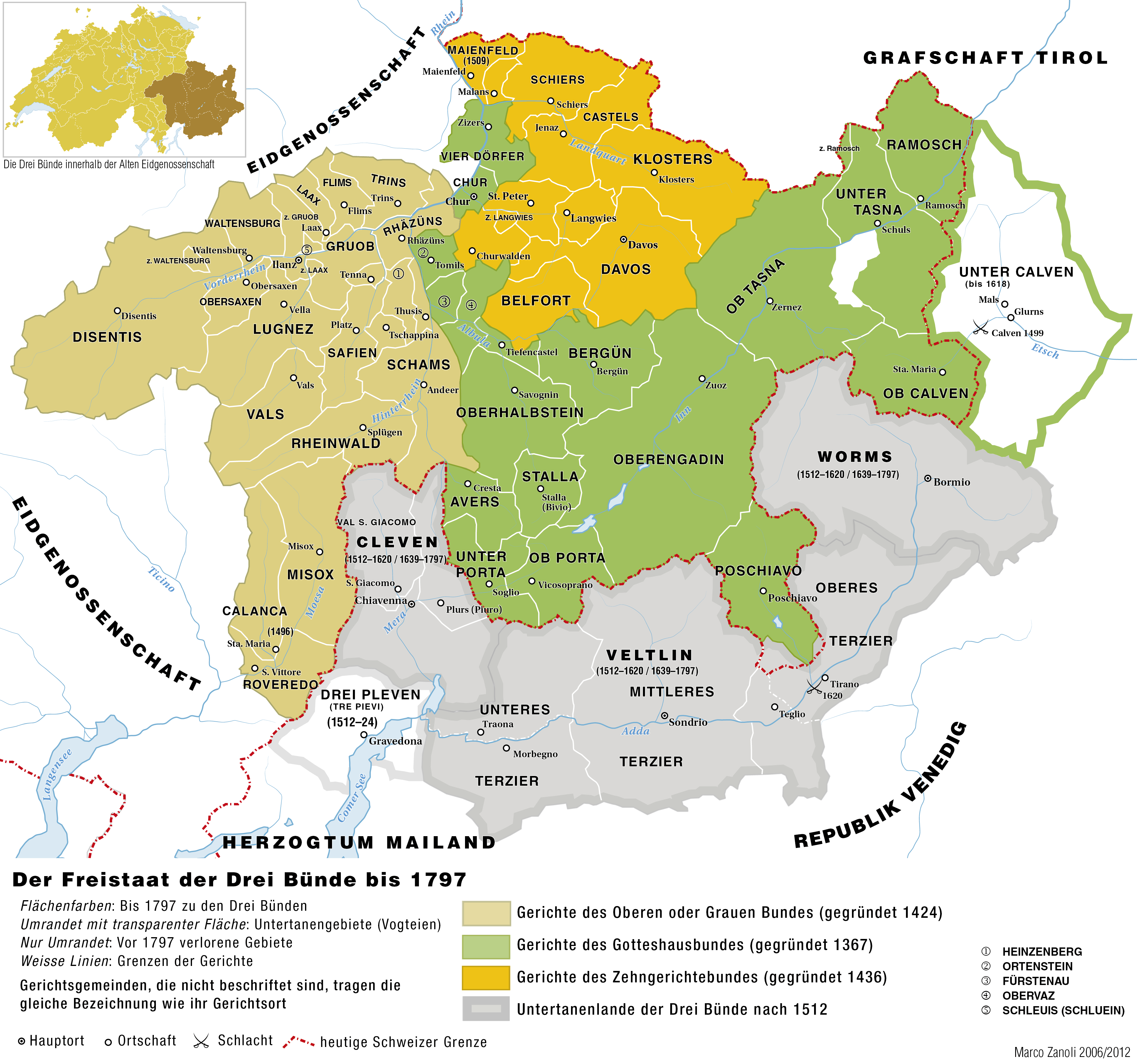
Karte zur Geschichte der Drei Bünde

Die Tre Pievi (deutsch veraltet: Drei Pleven) sind ein historisches Territorium, das aus folgenden drei Gemeinden am rechten oberen Comer See mit 21 zugehörigen Dörfern bestand:
- Dongo
- Sorico
- Gravedona

Das Gebiet gehörte seit dem Frühmittelalter zum Stadtstaat Como und kam mit diesem 1335 zum Herzogtum Mailand. Die drei Gemeinden unterstellten sich 1512 der Herrschaft der Drei Bünde, nachdem diese Chiavenna, Veltlin und Bormio vom Herzogtum Mailand erobert hatten. Die tre pievi wurden von einem eigens für sie bestellten Amtmann verwaltet.
Nach der Niederlage der Eidgenossen in der Schlacht bei Marignano 1515 erklärten sich die drei Gemeinden als wieder zum Herzogtum Mailand zugehörig. Die Bünde anerkannten diesen Entscheid nicht an und besetzten das Gebiet erneut, konnten sich aber im südlichen Teil um Dongo und die Festung Musso nicht mehr festsetzen. Da im «Ewigen Frieden» zwischen Frankreich und der Eidgenossenschaft das Gebiet nicht erwähnt wurde, forderte der König von Frankreich in seiner Funktion als Herzog von Mailand seit 1519 von den Bündnern die Herausgabe des gesamten Territoriums. Als sich die Reformation in den Drei Bünden auszubreiten begann, nahm der mailändische Statthalter von Musso dies zum Anlass, handstreichartig Sorico und Gravedona zu besetzen, insbesondere auch die strategisch wichtige Zone bei der Mündung des Flusses Adda in den Comer See.
Da die katholischen Orte den Drei Bünden die Hilfeleistung in diesem als Müsserkrieg bekannten Konflikt verweigerten, mussten die Bünde schliesslich 1526 endgültig auf die tre pievi verzichten. Seitdem teilte das Gebiet das Schicksal des Herzogtums Mailand.